# Dolichopus simillimus
Dolichopus simillimus är en tvåvingeart som beskrevs av Octave Parent 1933. Dolichopus simillimus ingår i släktet Dolichopus och familjen styltflugor. Inga underarter finns listade i Catalogue of Life.